# Eucalyptus laeliae
Eucalyptus laeliae là một loài thực vật có hoa trong Họ Đào kim nương. Loài này được Podger & Chippend. mô tả khoa học đầu tiên năm 1968.

## Hình ảnh

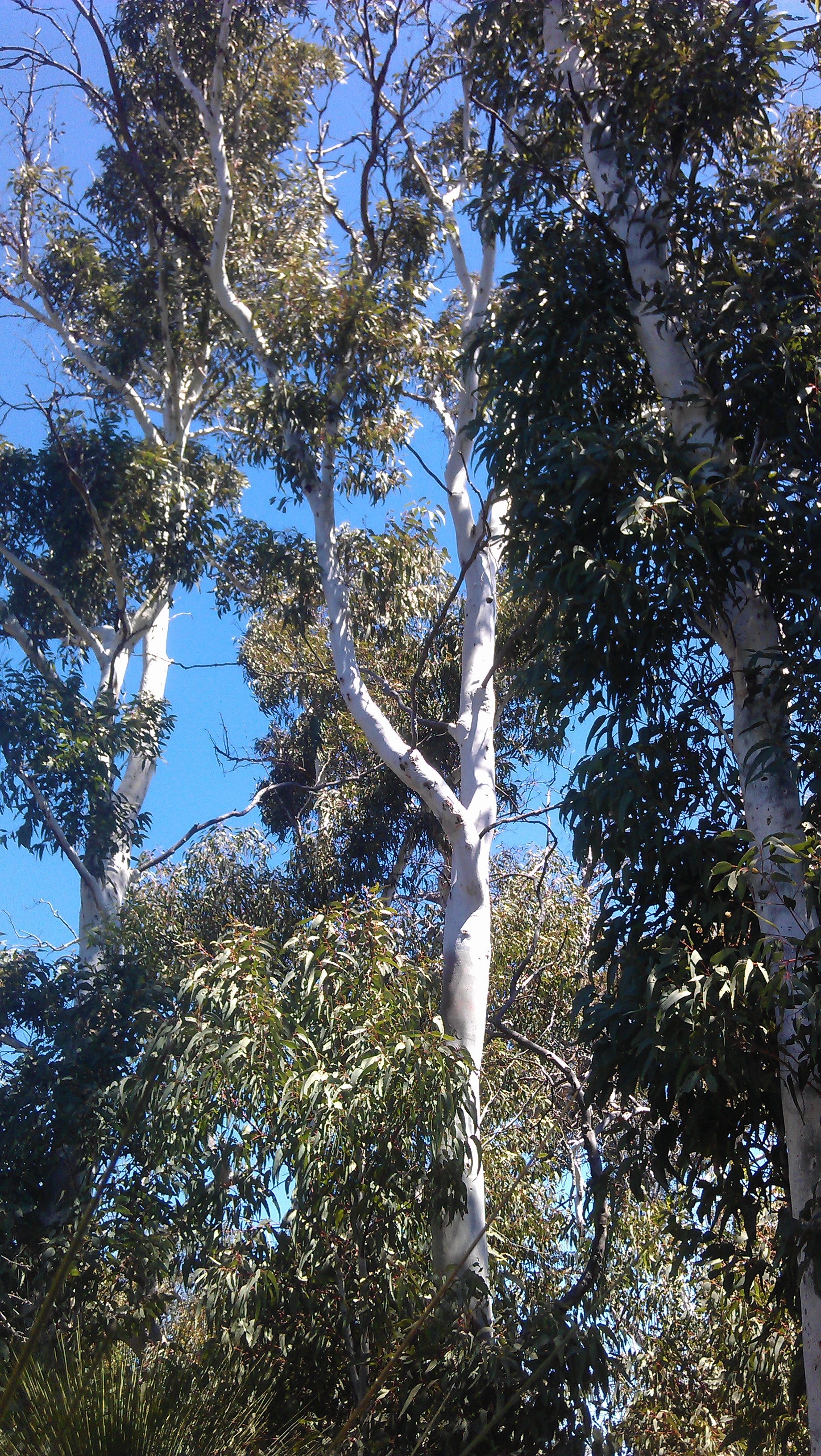